# Блэклайон

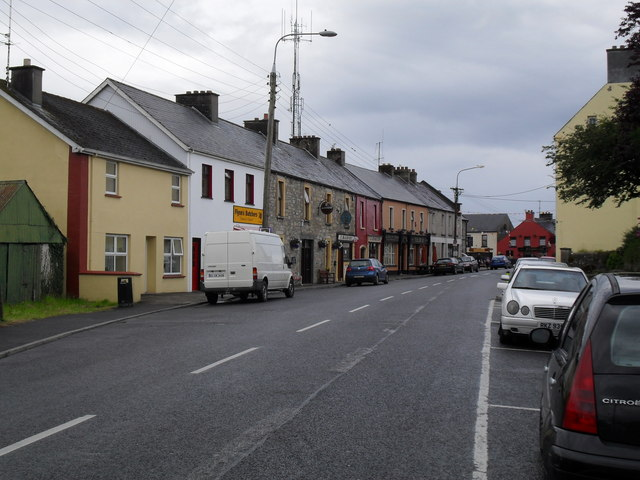
Главная улица

Блэклайон (англ. Blacklion; ирл. An Blaic) — деревня в Ирландии, находится в графстве Каван (провинция Ольстер) у трассы N16.
Последние поезда через местную железнодорожную станцию прошли 20 сентября 1957 года.

## Демография
Население — 174 человека (по переписи 2006 года). В 2002 году население составляло 166 человек.
Данные переписи 2006 года:
| Общие демографические показатели |               |                               |                               |      |      |
| Всё население                    | Всё население | Изменения населения 2002—2006 | Изменения населения 2002—2006 | 2006 | 2006 |
| 2002                             | 2006          | чел.                          | %                             | муж. | жен. |
| 166                              | 174           | 8                             | 4,8                           | 87   | 87   |